# Trappistenabtei Bamenda
Die Trappistenabtei Bamenda (lat. Abbatia Beatae Mariae de Bamenda) ist seit 1963 ein kamerunisches Kloster in Bamenda, im gleichnamigen Erzbistum.

## Geschichte
Die englische Trappistenabtei Mount Saint Bernard gründete 1963 in Westkamerun (300 Kilometer vom Meer entfernt, 1300 Meter über dem Meeresspiegel) das Kloster Bamenda Abbey, das 1971 zur Priorei und 1976 zur Abtei erhoben wurde.
Obere, Prioren und Äbte:
- Luke Harris (1963–1971)
- Adrian Farmer (1971–1982; 1987–1993)
- Mark Ulogu (1982–1987)
- Ambrose Southey (1993–1996)
- Jude Forcham Tah (1996–1998; 2001–2007)
- Pius Okoye (1998–1999)
- Charles Amihere (1999–2001; 2007–2013)
- Timothy Kelly (2013–)